# 科爾馬馬諾 (馬里蘭州)
科爾馬馬諾（英語：Colmar Manor）是一個位於美國馬里蘭州佐治王子縣的市鎮。

## 人口
根據2020年美國人口普查的數據，科爾馬馬諾的面積為1.24平方千米，當中陸地面積為1.11平方千米，而水域面積為0.13平方千米。當地共有人口1588人，而人口密度為每平方千米1,281人。